# カルディエーロ
カルディエーロ（伊: Caldiero）は、イタリア共和国ヴェネト州ヴェローナ県にある、人口約7,900人の基礎自治体（コムーネ）。

## 地理

### 位置・広がり

#### 隣接コムーネ
隣接するコムーネは以下の通り。
- ベルフィオーレ
- コロニョーラ・アイ・コッリ
- ラヴァーニョ
- サン・マルティーノ・ブオン・アルベルゴ
- ゼーヴィオ

### 気候分類・地震分類
気候分類では、zona E, 2369 GGに分類される。
また、イタリアの地震リスク階級 (it) では、zona 2 (sismicità media) に分類される。